# B-Brazy
Bruce Anthony Parrish Jr. född 12 december 1974, död 9 maj 2003, känd under artistnamnet B-Brazy, var en amerikansk rappare och låtskrivare från Los Angeles, Kalifornien. Han var medlem i Denver Lane Bloods gatugäng, samt hiphopgrupperna Bloods & Crips och Damu Ridas.

## Död
Den 9 maj 2003 sköts Parrish av gängmedlemmar i Sandman Motel i Inglewood. Han lyckades fly och föll till marken utanför motellet, där han kollapsade och fick hjärtstillestånd. Parrish hade dött när polis och ambulans anlände. 

## Diskografi
- The Braziak